# Římskokatolická farnost Český Brod
Římskokatolická farnost Český Brod je jedno z územních společenství římských katolíků v kolínském vikariátu s farním kostelem sv. Gotharda.

## Kostely farnosti
| Kostel                  | Místo        | Bohoslužba                                                             |
| ----------------------- | ------------ | ---------------------------------------------------------------------- |
| sv. Gotharda            | Český Brod   | ne 9.30 út čt pá 18.00 st 8.00                                         |
| sv. Havla               | Štolmíř      | 2. středa v měsíci, 18.00                                              |
| Nanebevzetí Panny Marie | Lstiboř      | so 17.30, sobota před 2. nedělí v měsíci, kromě letních prázdnin       |
| sv. Bartoloměje         | Bylany       | so 17.30, sobota před 1. nedělí v měsíci, kromě letních prázdnin       |
| sv. Václava             | Přistoupim   | ne 8.00 kromě letních prázdnin                                         |
| Nanebevzetí Panny Marie | Tismice      | ne 8.00 kromě letních prázdnin                                         |
| sv. Martina             | Rostoklaty   |                                                                        |
| Nalezení sv. Kříže      | Bříství      | ne 18.00 bohoslužba slova – 3. neděle v měsíci, kromě letních prázdnin |
| sv. Václava             | Starý Vestec |                                                                        |
| sv. Jakuba Staršího     | Kounice      | so 17.30 sobota před 4. nedělí v měsíci, kromě letních prázdnin        |
| Narození Panny Marie    | Poříčany     |                                                                        |
| sv. Václava             | Černíky      |                                                                        |

## Osoby ve farnosti
Martin Sklenář, administrátor

Ing. Jan Pečený, jáhenská služba exc.